# Roberto Álamo
Roberto Álamo est un acteur espagnol né à Madrid en 1970.

## Biographie
D'abord acteur pour le théâtre au sein de la compagnie Animalario, et pour la télévision (il est notamment Juan de Calatrava dans la série L'Aigle rouge), Roberto Álamo fait ses débuts au cinéma avec de petits rôles durant les années 2000. Il s'affirme la décennie suivante comme un acteur reconnu du cinéma espagnol. Si son rôle de Zeca dans La piel que habito n'a pas fait l'unanimité et lui a valu un ironique prix YoGa du « pire acteur espagnol », il a ensuite été récompensé de deux prix Goya, pour ses interprétations de Benjamín dans La gran familia española, et de Javier Alfaro dans Que Dios nos perdone.

## Filmographie partielle
- 2000 : Km. 0 de Yolanda García Serrano et Juan Luis Iborra
- 2003 : Ne dis rien d'Icíar Bollaín
- 2003 : Días de fútbol de David Serrano
- 2005 : Queen Size Bed d'Emilio Martínez Lázaro
- 2009 : Gordos de Daniel Sánchez Arévalo
- 2011 : La piel que habito de Pedro Almodóvar
- 2013 : La gran familia española de Daniel Sánchez Arévalo
- 2016 : Que Dios nos perdone de Rodrigo Sorogoyen
- 2018 : Tiempo después
- 2019 : The Goya Murders (El asesino de los caprichos) de Gerardo Herrero
- 2020 : Antidisturbios de Rodrigo Sorogoyen - José Antonio Úbeda
- 2021 : Reclus de David Casademunt : Salvador
- 2022 : La nuit sera longue : Ruso (6 épisodes)
- 2025 : Cervantes avant Don Quichotte (El cautivo) d'Alejandro Amenábar

## Distinctions
- Prix Max 2010 : meilleur comédien de théâtre pour son interprétation du boxeur José Manuel Urtain
- Círculo de Escritores Cinematográficos : médailles du meilleur acteur pour La gran familia española et Que Dios nos perdone
- 28e cérémonie des Goyas : meilleur acteur dans un second rôle pour La gran familia española
- 4e cérémonie des prix Feroz : meilleur acteur pour Que Dios nos perdone[1]
- 31e cérémonie des Goyas : meilleur acteur pour Que Dios nos perdone[2]
- Fotogramas de Plata : prix du meilleur acteur pour Que Dios nos perdone